# Arknights
Arknights (chinois simplifié : 明日方舟 ; pinyin : Míngrì Fāngzhōu) est un jeu mobile free-to-play de type tactical RPG/tower defense/gacha développé par Hypergryph. Le jeu est sorti en Chine le 1er mai 2019 et en 2020 dans le reste du monde. Arknights est disponible sur les systèmes d'exploitation iOS et Android.
Une adaptation en série télévisée d'animation par le studio Yostar Pictures  intitulée Arknights: Prelude To Dawn (アークナイツ -黎明前奏-, Arknights : Reimei Zensou) est diffusée d'octobre à décembre 2022. Une seconde saison, Arknights: Perish in Frost (アークナイツ 冬隠帰路, Arknights: Fuyukomori Kaerimichi) est diffusée à partir d'octobre 2023.
Arknights: Endfield, un jeu spin-off pour PC et téléphone mobile est annoncé en mars 2022.

## Système de jeu

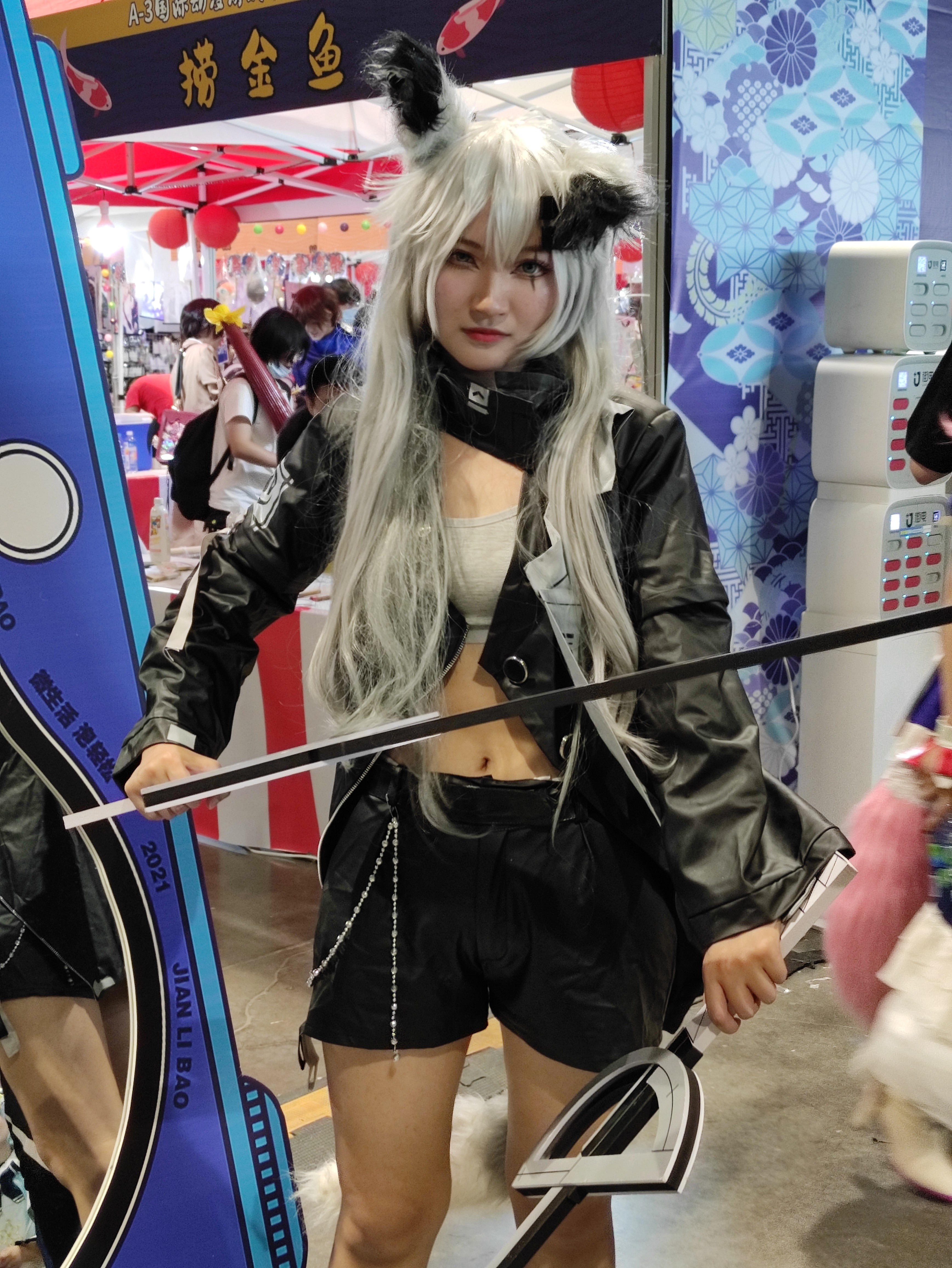
Une cosplayeuse incarnant l'opératrice Lappland, une garde pouvant attaquer au corps à corps et à distance.

Le jeu reprend les mécaniques du tower defense, les personnages du jeu (appelés "opérateurs") jouant le rôle de tours. Chaque opérateur possède des caractéristiques différentes, comme des compétences.
Ils peuvent être placés sur des cases au sol ou en hauteur, attaquer les ennemis au corps à corps et/ou à distance et disposent de talents permettant par exemple d'augmenter leurs statistiques. Ils sont divisés en huit archétypes (et sous-archétypes) indiquant leurs rôles : les Médecins peuvent soigner les opérateurs et les Défenseurs empêchent la progression des ennemis en les bloquants.[réf. souhaitée]
Au fur et à mesure que le joueur progresse, il peut accéder à de nouveaux stages et obtient des opérateurs et ressources. Il est également introduit à de nouveaux types d'ennemis et de nouvelles mécaniques de gameplay. Les niveaux qui ont été remportés avec une note de 3 étoiles peuvent être rejoués automatiquement, le jeu répliquant les actions du joueur.[réf. nécessaire]
Le jeu dispose aussi d'un aspect de construction de base, qui permet au joueur de construire des installations et d'y assigner des opérateurs. Cela permet au joueur d'augmenter ses ressources à la manière d'un jeu incrémental. Il possède également de mécaniques usuelles des free-to-play gacha, comme des récompenses de connexion quotidienne ou de personnages obtenables de manière aléatoire à travers une monnaie récupérée en jouant au jeu, qui peut aussi être obtenu avec de la monnaie réelle.
D'autres modes de jeu sont disponibles, comme Contingency Contract (« Contrat de contingence »), un mode de jeu temporaire et récurrent, dans lequel le joueur peut sélectionner des « contrats » augmentant la difficulté d'un niveau, par exemple, en réduisant les dégâts des opérateurs du joueur.
Integrated Strategies (« Stratégies intégrées ») est lui un mode de jeu permanent, qui reprend les mécaniques des jeux roguelike.

## Intrigue

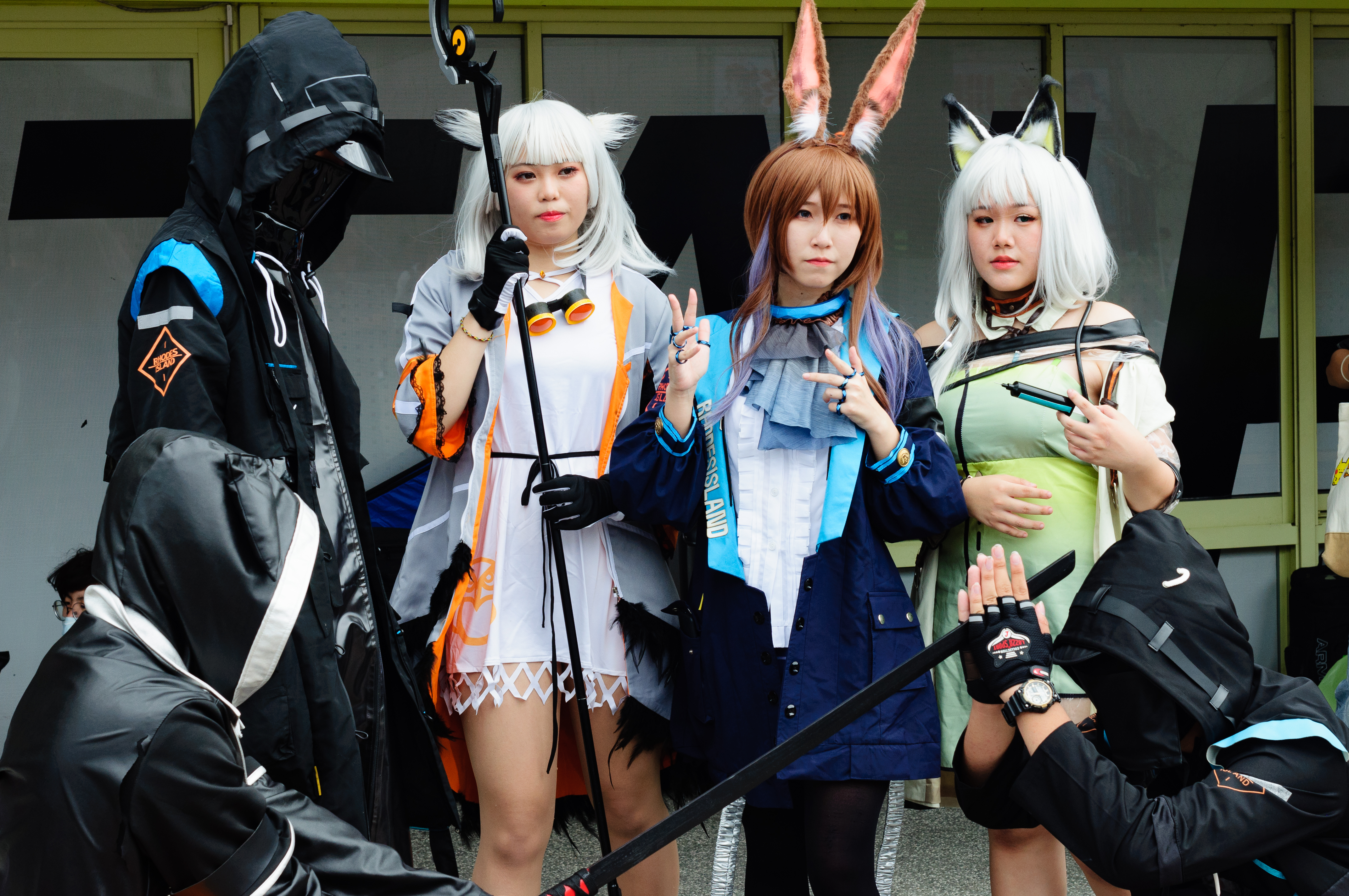
Des cosplayeurs incarnant divers personnages dArknights.

Le jeu se déroule dans un univers futuriste, dystopique et post-apocalyptique sur la planète Terra, où les habitants disposent de caractéristiques physiques d'animaux (kemono et kemonomimi) ou d'espèces mythologiques. Les nombreuses catastrophes naturelles laissent derrière elles un minerai précieux, l'Originium, qui permet l'utilisation "d'Arts" (magie). Cependant, l'exposition à l'Originium est dangereux et les personnes à son contact peuvent contracter une maladie incurable : l'Oripathie. À cause de la haute contagiosité de la maladie, les personnes infectées sont évitées et persécutées. En réponse, certaines d'entre elles forment le mouvement Réunion, un groupe militant menant une guerre contre les gouvernements despotiques de Terra.
Le joueur incarne le "Docteur", un personnage mystérieux et amnésique. Il dirige des équipes d'opérateurs au sein de Rhodes Island, une organisation pharmaceutique, médicale et de défense des Infectés.

## Musique
Arknights a une bande-son variée qui inclut une multitude de genres musicaux asiatiques et occidentaux. Hypergryph a aussi fait des partenariats avec des artistes (Steve Aoki, Last of me ; ReoNa (en), Untitled world) et des groupes musicaux (Yellow Claw, End like this ; Starset, Infected) à travers le monde.
Renegade, une chanson liée à Arknights écrit par Jason Walsh et performé par Substantial et X.ARI a été nommée dans la catégorie de la meilleure chanson originale de jeu vidéo aux Hollywood Music in Media Awards (en).

## Réception
Pocket Gamer a souligné le lore étendue du jeu ainsi que sa qualité de production. La réception de ce jeu est généralement positive et reçoit peu de critique. Julia Lee de Polygon écrit que "Arknights est le seul jeu gacha que je recommande aux autres" grâce à son design artistique, le manque de pression à faire des achats et compétitif ainsi que le grind limité.
Sisi Jiang de Kotaku indique que Arknights est un des rares jeux gacha où les opérateurs facilement obtenables sont plus forts dans certaines circonstances que des unités plus rares.

## Anime

### Arknights: Prelude to Dawn
En octobre 2021, Hypergryph publie un trailer annonçant la première saison de l'adaptation en série télévisée d'animation d'Arknights par Yostar Pictures, studio fondé par Yostar en 2020. Arknights: Prelude To Dawn (アークナイツ -黎明前奏-, Arknights : Reimei Zensou)  est réalisée par Yuki Watanabe qui est assisté par Masataka Nishikawa. Takashi Matsuyama interprète Ace,. En France, l'adaptation animée est diffusée en simulcast sur Crunchyroll à partir du 28 octobre 2022.

#### Liste des épisodes
| No | Titre en français         | Titre original | Date de 1re diffusion |
| -- | ------------------------- | -------------- | --------------------- |
| 1  | Réveil                    | 覚醒 Kakusei   | 28 octobre 2022       |
| 2  | Désarroi                  | 危殆 Kitai     | 4 novembre 2022       |
| 3  | Retour au bercail         | 帰還 Kikan     | 11 novembre 2022      |
| 4  | Le contrat                | 契約 Keiyaku   | 18 novembre 2022      |
| 5  | Une relation de confiance | 信頼 Shinrai   | 25 novembre 2022      |
| 6  | Le raid                   | 急襲 Kyūshū    | 2 décembre 2022       |
| 7  | La rencontre              | 邂逅 Kaigō     | 9 décembre 2022       |
| 8  | Le départ                 | 歧路 Kiro      | 16 décembre 2022      |

### Arknights: Perish in Frost
La production d'une seconde saison par Yostar Pictures, Arknights: Perish in Frost (アークナイツ 冬隠帰路, Arknights: Fuyukomori Kaerimichi) est annoncée le 16 décembre 2022 et diffusée à partir du 6 octobre 2023.

#### Liste des épisodes
| No | Titre en français | Titre original | Date de 1re diffusion |
| -- | ----------------- | -------------- | --------------------- |
| 9  | Le complot        | 序歌 Jo Uta    | 6 octobre 2023        |
| 10 | Péril             | 変局 Henkyoku  | 13 octobre 2023       |
| 11 | Enfoui            | 呼応 Koō       | 20 octobre 2023       |
| 12 | Salut             | 未決 Miketsu   | 27 octobre 2023       |
| 13 | Abandon           | 追憶 Tsuioku   | 3 novembre 2023       |
| 14 | En fleur          | 征兆 Seichō    | 10 novembre 2023      |
| 15 | Sacrifice         | 相識 Sōshiki   | 17 novembre 2023      |
| 16 | Berceuse          | 氷釈 Hyōshaku  | 24 novembre 2023      |